# アムンセン海盆

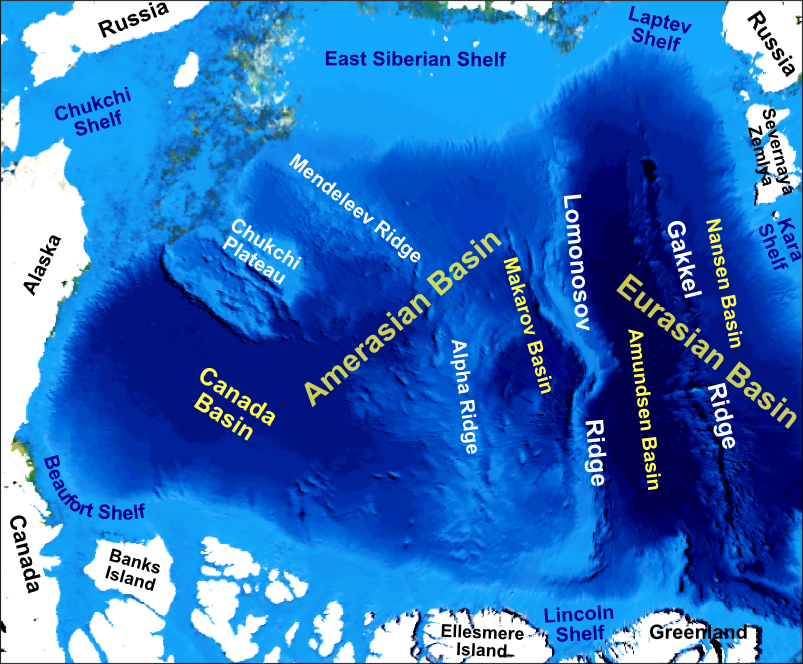
地図右にアムンセン海盆がある

アムンセン海盆（アムンセンかいぼん、Amundsen Basin）は、北極海にある水深4.4kmに及ぶ最も深い深海平原であり、ロモノソフ海嶺とガッケル海嶺に囲まれている。ノルウェーの極地探検家ロアール・アムンセンに因んで名付けられた。ナンセン海盆とともにユーラシア海盆を構成する。
ロシアとアメリカ合衆国の共同事業Nansen and Amundsen Basin Observational System(NABOS)は、「北極海のユーラシア海盆及びカナダ海盆での水の循環、水の質量変質、及びその機構の評価についての観測的基礎を提供する」ことを目的としている。